# Věra Ledererová
Věra Ledererová (25. března 1912 Praha – 1. července 1943 Věznice Plötzensee byla za první československé republiky agentkou československé vojenské zpravodajské služby a za tuto činnost byla popravena německým nacistickým režimem.
Narodila se v pražské židovské rodině. Vystudovala obchodní školu a poté pracovala jako stenografka. Od roku 1932 pracovala v pražské židovské advokátní kanceláři Dr. Steina.
V létě 1936 se stala spolupracovnicí československé vojenské zpravodajské služby a šest  měsíců jí posílala kopie soudních dokumentů od advokáta Dr. Lösche, který se v roce 1933 se stal obchodním partnerem majitele advokátní kanceláře a který působil jako důvěrník německého velvyslanectví v Praze a německé zpravodajské služby a mimo jiné hájil klienty, kteří byli obviněni z vojenské špionáže pro Německou říši.
Po německé okupaci Čech, Moravy a Slezska byla dne 3. března 1943 osouzena k trestu smrti za „vlastizrádnou špionáž“. Dne 1. července 1943 byla v Berlíně, Plötzensee popravena gilotinou.